# Degollado (kommun)
Degollado är en kommun i Mexiko.   Den ligger i delstaten Jalisco, i den centrala delen av landet, 300 km väster om huvudstaden Mexico City. Antalet invånare är 21 132.
Följande samhällen finns i Degollado:
- Degollado
- Charapuato
- Quirino
- El Arca
- Rancho Nuevo
- La Tinajera
- La Sanguijuela
- Puerto de Catarina
- El Terrerito de Sevilla
- La Loma
- El Refugio de Vázquez
- San Ignacio del Roble